# Vladimir de Dioclée
Pour les articles homonymes, voir Jovan Vladimir.
Vladimir de Dioclée (serbe cyrillique:Владимир); parfois nommé Vladimir II, mort en 1118 est roi de Dioclée une partie sud de l'actuel Monténégro et nord de l'actuelle Albanie de 1103 à 1118.

## Biographie
Vladimir est le fils et homonyme du prince Vladimir, le fils aîné pré-décédé du roi Mihailo Vojislavljević (1050-1081), et de ce fait le neveu du roi Constantin Bodin (1081-1101). Après la mort de Constantin Bodin, l’éviction de son fils ainé Mihailo II, la tentative de prise du pouvoir par son oncle Dobroslav II et la mort de son cousin Kočopar, en Zahumlje entre 1101 et 1103 ; Vladimir qui avait épousé une fille du Zupan Vukan de Rascie, dans le but de mettre un terme aux rivalités politiques en les deux entités serbes, est nommé souverain de Dioclée par son beau-père Vukan. En 1118 il est empoisonné sur ordre de la reine douairière Jaquinta, veuve de son oncle, Constantin Bodin qui promeut alors son propre fils cadet, Georges, sur le trône.

## Articles liés
- Vojislavljević
- Dioclée
- Constantin Bodin